# Wijkia trichocoleoides
Wijkia trichocoleoides là một loài Rêu trong họ Sematophyllaceae. Loài này được (Müll. Hal.) H.A. Crum miêu tả khoa học đầu tiên năm 1971.